# Kyelong
Keylong (o Kyelong o Kyelang) és una població capital del districte de Lahul i Spiti a Himachal Pradesh a una altura de 3.156 metres. Com tota la vall de Lahul on es troba, la neu talla les comunicacions al novembre i fins a l'abril següent, en quedar bloquejat el pas de Rohtang. Prop té el famós monestir de Kardang, el principal de Lahaul, de la secta Drukpa Kagyu del budisme. La vila es troba a la carretera de Manali-Leh. Llocs interessants a la rodalia a més de Kardang, són els monestirs de Shasur i Tayul i un petit temple dedicat a la deïtat local Kelang Wazir a la casa de Sh. Nawang Dorje (es pot visitar per un acord amb el propietari). La població té diverses instal·lacions administratives i un mercat. El juliol s'hi fa un festival.